# Jacob Lateiner
Jacob Lateiner (Havana, 31 mei 1928 – Manhattan, 18 december 2010) was een Cubaans-Amerikaans pianist en pianopedagoog en de broer van violist Isidor Lateiner.
Lateiner studeerde aan het Curtis Institute of Music in Philadelphia bij de pianiste Isabelle Vengerova. Ook ontving hij lessen van de violist William Primrose en cellist Gregor Pjatigorski en hij volgde in 1950 daarnaast privélessen bij de componist Arnold Schoenberg.
Zijn interesse lag voornamelijk in de kamermuziek en de hedendaagse Amerikaanse componisten aan wie hij diverse opdrachten gaf voor nieuw werk maar ook solistisch trad hij veel op, mede in diverse pianoconcerten met dirigenten als Leonard Bernstein, Serge Koussevitzky, Erich Leinsdorf, Zubin Mehta, Georg Solti en George Szell. Tevens maakte hij diverse opnamen voor radio, tv en plaat.

Als kamermuziekspeler werkte hij samen met de wereldberoemde violist Jascha Heifetz en cellist Gregor Pjatigorski, met wie hij vele opnamen maakte en een Grammy Award won voor hun opname van Beethoven-trio's, en ook speelde hij met het Amadeus Quartet samen.
Lateiner gaf sinds 1966 tot aan zijn pensioen in 2010 les op de Juilliard School in New York en sinds 1994 aan het Mannes College of Music op de Piano Faculty.
Naast zijn pianistisch uitvoerende werk gaf Lateiner over de hele wereld masterclasses, zowel aan pianisten als kamermuziekensembles. Ook was hij regelmatig jurylid bij grote pianoconcoursen.
Lateiner schreef tevens artikelen over historische uitvoeringspraktijk, en publiceerde een artikel "An Interpreter's Approach to Mozart". Zijn bladmuziekcollectie omvat een groot aantal vroege edities van klassieke werken.
Hij overleed op 82-jarige leeftijd in een ziekenhuis in New York.
- Biblioteca Nacional de España: XX5272669
- Bibliothèque nationale de France: cb135696297 (data)
- Gemeinsame Normdatei: 122352084
- International Standard Name Identifier: 0000 0001 1467 9403
- Library of Congress Control Number: n84097704
- MusicBrainz: 6fa0b255-bc95-46d7-b423-8d9c3b010d99
- Nationale Bibliotheek van Israël: 987007315376205171
- Nederlandse Thesaurus van Auteursnamen: 067664172
- SNAC: w67x0fvw
- Virtual International Authority File: 12499457
- WorldCat: E39PBJgxqhpgrjtTp9Kt7PrDv3